# TBL 1+

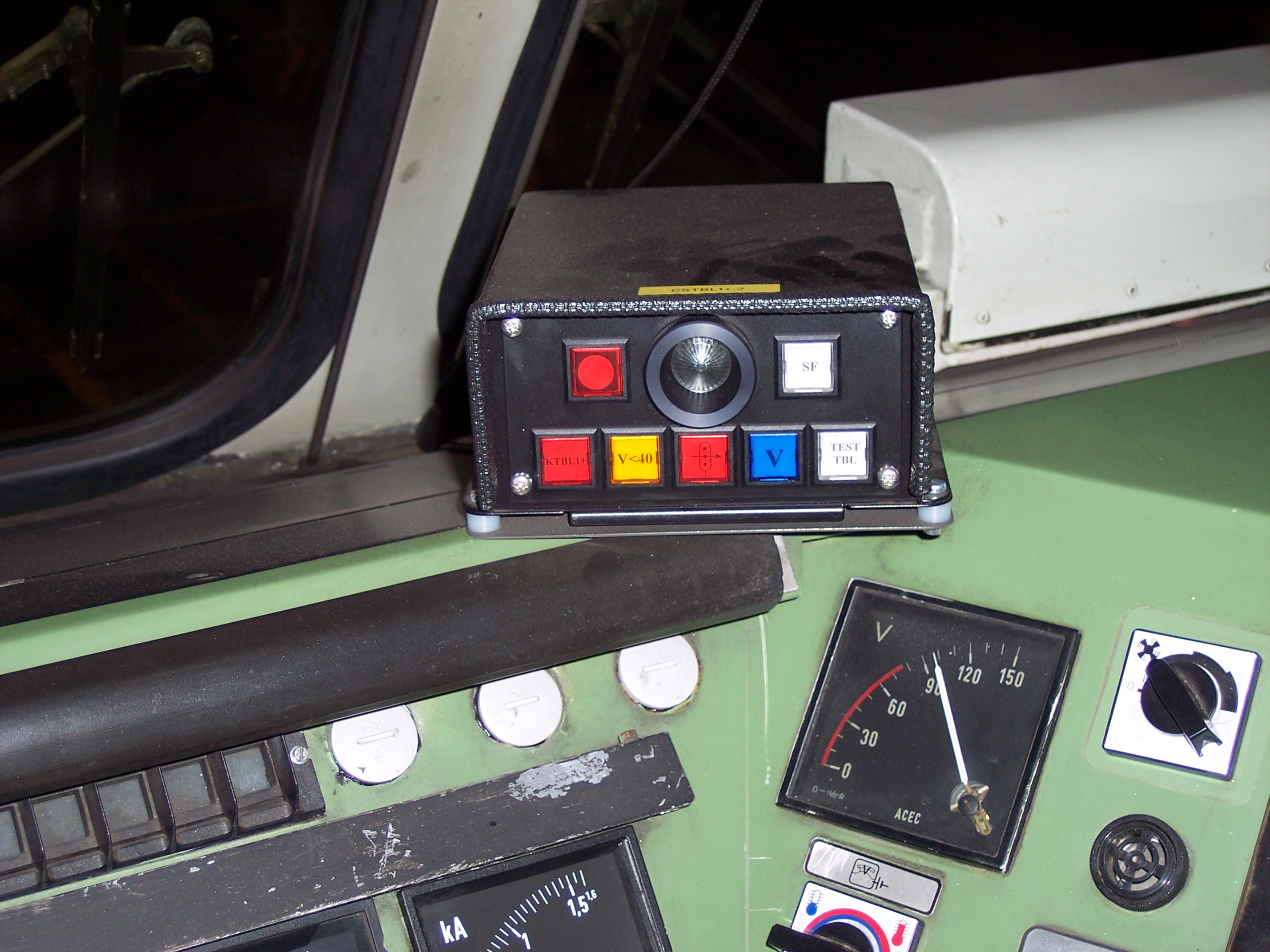
TBL 1+-ontvanger in stuurpost HLE 2705

TBL 1+ is een Belgisch treinbeïnvloedingssysteem gebaseerd op een baken tussen de rails dat is uitgevoerd als transponder. Nadat de transponder door een radiosignaal vanuit de locomotief wordt 'aangestraald' reageert hij met het uitzenden van een radiosignaal dat wordt opgevangen door een antenne onder de locomotief. TBL 1+ is, net als TBL 1 in hoofdzaak een systeem dat het seinbeeld van seinen in de cabine herhaalt. TBL 1 voorkomt niet dat een trein een rood sein passeert, maar het activeert wel de noodrem van een trein als deze onverhoopt een rood sein passeert. Bij TBL 1+ wordt er bij belangrijke seinen 300 meter opwaarts van het sein een bijkomend baken geplaatst. Dit informatiepunt controleert of de aankomende trein het rode sein wel degelijk aan een verminderde snelheid nadert (minder dan 40 km/h). Deze verminderde snelheid is een essentiële voorwaarde om bij het naderen van een rood sein op korte afstand te kunnen stoppen. Indien de trein op 300 meter afstand van het rode sein dus nog harder dan 40 km/h rijdt, zal het systeem automatisch een noodremming uitvoeren om de trein tot stilstand te brengen. Net zoals bij TBL 1, zorgt het informatiepunt aan de voet van het sein ervoor dat de trein die toch voorbij het rode sein zou rijden, automatisch door een noodremming tot stilstand wordt gebracht.
Een nadeel van TBL 1+ is dat de aard van de beweging niet meer aangeduid wordt op de stuurpost. Dit in tegenstelling tot het oude TBL-systeem. Hierdoor kan de trein in grote beweging nog steeds door een sein rijden dat een stop oplegt in kleine beweging.

## Stap in de invoering van ERTMS
Het bijkomende baken van TBL 1+ is een eurobalise. Een eurobalise is een baken dat voldoet aan de specificaties van het Europese ERTMS. Om te kunnen overstappen op het ERTMS hoeft men de hardware op de grond niet meer te vervangen, maar enkel de werking ervan aanpassen. De invoering van TBL 1+ is daarom een stap in de invoering van het ERTMS en dus een duurzame investering.
TBL 1+ werd vanaf 2008 ingevoerd. Na het treinongeval bij Buizingen in 2010 is de invoering van TBL 1+ versneld. Tegen november 2016 waren alle locomotieven en motorstellen van de NMBS uitgerust met TBL 1+. Sinds december 2016 mogen er ook geen treinen zonder TBL 1+ meer rijden op Belgische sporen.
Op 6 december 2020 werd er in een koninklijk besluit bepaald dat vanaf 14 december 2025 het European Train Control System (ETCS) het enige toegelaten veiligheidssysteem zou zijn op het Belgische spoorwegnet. Voor verschillende operatoren was het onmogelijk om tegen dan hun hele vloot uitgerust te hebben met ETCS, daarom werd op 16 mei 2025 beslist om TBL1+ nog in dienst te houden tot 12 december 2027.